# Neumann (krater)
För andra betydelser, se Neumann.
Neumann är en nedslagskrater på planeten Merkurius. Neumann är ungefär 122 kilometer i diameter.
1976 namngavs den efter arkitekten Balthasar Neumann.